# 德国国防军空军第104战斗机联队
第104战斗机联队 （Jagdgeschwader 104）是納粹德國空軍在二战期间组建的一支战斗机训练联队。该联队于1943年3月20日组建。1945年4月28日最终解散。